# Aeroportul Internațional Nadi
Aeroportul Internațional Nadi (IATA: NAN, ICAO: NFFN) este un aeroport din Fiji ce deservește zona Nadi⁠(d). A fost deschis în 1942 și numit după zona deservită.
Situat la o altitudine de 18 m, aeroportul dispune de 1 pistă.

## Infrastructură

### Piste
Aeroportul dispune de o singură pistă. Pista are orientarea 02/20.